# Cầu Penang
Cầu Penang là một cầu dây văng ở Malaysia, nối liền giữa Gelugor trên đảo Penang và Seberang Prai trên đất liền thuộc địa phận bán đảo Mã Lai. Cây cầu cũng liên quan đến đường cao tốc Bắc-Nam ở Prai và đường cao tốc Tun Tiến sĩ Lim Chong Eu ở Penang. Cầu chính thức mở cửa cho giao thông vào ngày 14 tháng 9 năm 1985. Tổng chiều dài của cầu là 13,5 kilômét (8,4 dặm), làm cho cây cầu dài thứ hai tại Malaysia sau cầu Penang 2 và dài thứ năm ở Đông Nam Á.